# Espesor de la capa límite
En esta página se describen algunos de los parámetros utilizados para caracterizar el grosor y la forma de las capas límite formada por un fluido que fluye a lo largo de una superficie sólida. La característica que define el flujo en capa límite es que, en las paredes sólidas, la velocidad del fluido se reduce a cero.  La capa límite se refiere a la fina capa de transición entre la pared y el flujo de fluido.  El concepto de capa límite fue desarrollado originalmente por Ludwig Prandtl y se clasifica a grandes rasgos en dos tipos, delimitada y no delimitada. La propiedad diferenciadora entre las capas límite delimitadas y no delimitadas es si la capa límite está siendo influida sustancialmente por más de una pared.  Cada uno de los tipos principales tiene un subtipo de laminar, de transición y turbulento. Los dos tipos de capas límite utilizan métodos similares para describir el espesor y la forma de la región de transición, con un par de excepciones que se detallan en la sección Capas límite no delimitadas. Las caracterizaciones detalladas a continuación consideran el flujo estacionario, pero es fácilmente extensible al flujo no estacionario.

## Descripción de la capa límite delimitada
Capas límite limitadas es un nombre utilizado para designar el flujo de fluido a lo largo de una pared interior tal que las otras paredes interiores inducen un efecto de presión sobre el flujo de fluido a lo largo de la pared considerada. La característica definitoria de este tipo de capa límite es que el perfil de velocidad normal a la pared a menudo asimila suavemente a un valor de velocidad constante denotado como ue(x).  En la figura 1 se representa el concepto de capa límite limitada para un flujo constante que penetra en la mitad inferior de un canal bidimensional de placa plana delgada de altura H (el flujo y la placa se extienden en la dirección positiva/negativa perpendicular al plano x-y).  Ejemplos de este tipo de flujo en capa límite se dan en el flujo de fluidos a través de la mayoría de tuberías, canales y túneles de viento. El canal bidimensional representado en la figura 1 es estacionario y el fluido fluye a lo largo de la pared interior con una velocidad media en el tiempo u(x,y), donde x es la dirección del flujo e y es la normal a la pared.  La línea discontinua H/2 se añade para indicar que se trata de una situación de flujo en una tubería o canal interior y que hay una pared superior situada por encima de la pared inferior representada.  La figura 1 muestra el comportamiento del flujo para valores de H superiores al espesor máximo de la capa límite, pero inferiores al espesor a partir del cual el flujo empieza a comportarse como un flujo exterior. 
Si la distancia de pared a pared, H, es menor que el espesor de la capa límite viscosa, entonces el perfil de velocidad, definido como u(x,y) en x para todo y, adopta un perfil parabólico en la dirección y y el espesor de la capa límite es sólo H/2.
En las paredes sólidas de la placa el fluido tiene velocidad cero (condición de contorno sin deslizamiento), pero a medida que nos alejamos de la pared, la velocidad del flujo aumenta sin alcanzar un máximo, y luego se aproxima a una velocidad media constante ue(x).  Esta velocidad asintótica puede o no cambiar a lo largo de la pared dependiendo de la geometría de la misma.  El punto donde el perfil de velocidad alcanza esencialmente la velocidad asintótica es el espesor de la capa límite.  En la figura 1, el espesor de la capa límite se representa como la línea curva discontinua que se origina en la entrada del canal.  Es imposible definir un punto exacto en el que el perfil de velocidad alcance la velocidad asintótica.  Como resultado, se utilizan una serie de parámetros de espesor de la capa límite, generalmente denotados como {\displaystyle \delta (x)}, para describir las escalas de espesor características en la región de la capa límite. También es de interés la forma del perfil de velocidad, que es útil para diferenciar la velocidad laminar de flujos turbulentos de capa límite. La forma del perfil se refiere al comportamiento y del perfil de velocidad en su transición a ue(x).

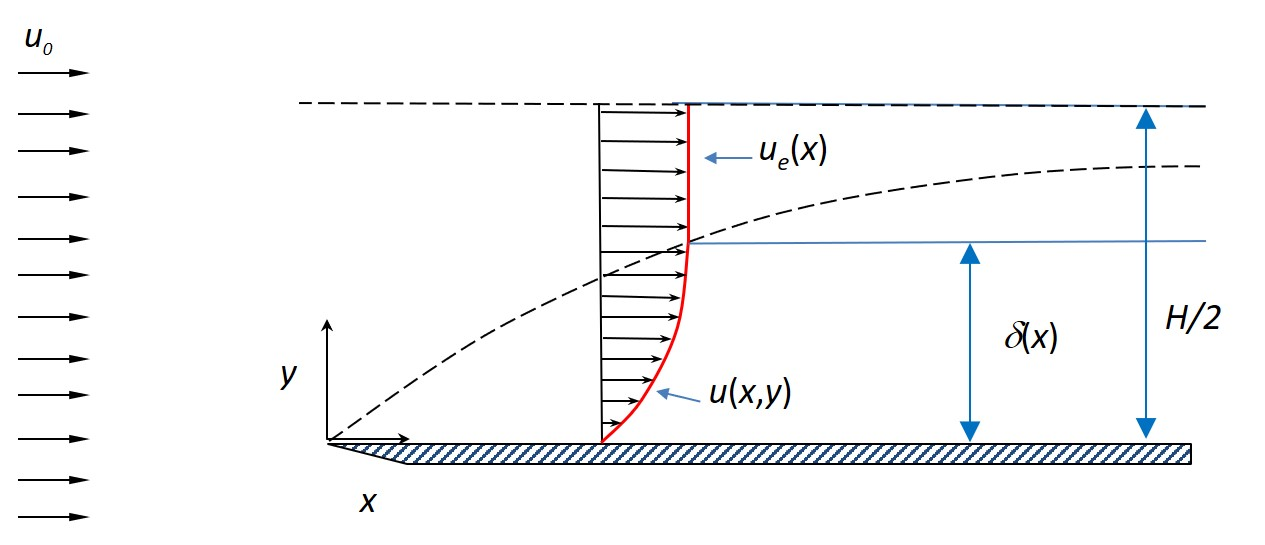
Figura 1: Dibujo esquemático que representa el flujo de fluido que entra en la mitad inferior de un canal bidimensional con una separación entre placas de H. El flujo y el canal se extienden perpendicularmente al plano x-y.

### El 99% del espesor de la capa límite
El espesor de la capa límite, {\displaystyle \delta }, es la distancia normal a la pared hasta un punto en el que la velocidad del flujo ha alcanzado esencialmente la velocidad "asintótica", {\displaystyle u_{e}}.  Antes del desarrollo del método del momento, la falta de un método obvio para definir el espesor de la capa límite llevó a gran parte de la comunidad del flujo en la última mitad de la década de 1900 a adoptar la ubicación {\displaystyle y_{99}}, denotada como {\displaystyle \delta _{99}} y dada por
{\displaystyle u(x,y_{99})=0.99u_{e}(x)\quad ,}
como el espesor de la capa límite.
Para flujos laminares de capa límite a lo largo de un canal de placa plana que se comportan según las condiciones de solución de Blasius, el valor de {\displaystyle \delta _{99}} se aproxima estrechamente por
{\displaystyle \delta _{99}(x)\approx 5.0{\sqrt {{\nu x} \over u_{0}}}=5.0{x \over {\sqrt {\mathrm {Re} _{x}}}}\quad ,}
donde {\displaystyle u_{e}\approx u_{0}} es constante, y donde

{\displaystyle \mathrm {Re} _{x}} es el  número de Reynolds,
{\displaystyle u_{0}} es la velocidad del flujo libre,
{\displaystyle u_{e}} es la velocidad asintótica
{\displaystyle x} es la distancia aguas abajo del inicio de la capa límite, y
{\displaystyle \nu } la viscosidad cinemática.

Para capas límite turbulentas a lo largo de un canal de placa plana, el espesor de la capa límite, {\displaystyle \delta }, viene dado por
{\displaystyle \delta (x)\approx 0.37{x \over {\mathrm {Re} _{x}}^{1/5}}}
Esta fórmula del espesor de la capa límite turbulenta supone 1) que el flujo es turbulento desde el principio de la capa límite y 2) que la capa límite turbulenta se comporta de manera geométricamente similar (es decir, los perfiles de velocidad son geométricamente similares junto con el flujo en la dirección x, diferenciándose sólo por parámetros de escala en {\displaystyle y} y {\displaystyle u(x,y)}).  Ninguna de estas suposiciones es cierta para el caso general de capa límite turbulenta, por lo que hay que tener cuidado al aplicar esta fórmula.

### Espesor del desplazamiento
El espesor de desplazamiento, {\displaystyle \delta _{1}} o {\displaystyle \delta ^{*}}, es la distancia normal a un plano de referencia que representa el borde inferior de un hipotético fluido no viscoso de velocidad uniforme {\displaystyle u_{e}} que tiene el mismo caudal que se produce en el fluido real con la capa límite.
{\displaystyle {\delta _{1}(x)}=\int _{0}^{H/2}{\left(1-{\rho (x,y)u(x,y) \over \rho _{e}u_{e}(x)}\right)\,\mathrm {d} y}\quad ,}
El espesor de desplazamiento modifica esencialmente la forma de un cuerpo sumergido en un fluido para permitir, en principio, una solución no viscosa si los espesores de desplazamiento se conocieran a priori.
La definición del espesor de desplazamiento para un flujo compresible, basada en el caudal másico, es la siguiente 
{\displaystyle {\delta _{1}(x)}=\int _{0}^{H/2}{\left(1-{\rho (x,y)u(x,y) \over \rho _{e}u_{e}(x)}\right)\,\mathrm {d} y}\quad ,}
donde {\displaystyle \rho (x,y)} es la densidad.  Para un flujo incompresible, la densidad es constante, por lo que la definición basada en el caudal volumétrico se convierte en
{\displaystyle {\delta _{1}(x)}=\int _{0}^{H/2}{\left(1-{u(x,y) \over u_{e}(x)}\right)\,\mathrm {d} y}\quad .}
Para los cálculos de la capa límite turbulenta, se utilizan la densidad y la velocidad promediadas en el tiempo. 
Para flujos laminares de capa límite a lo largo de una placa plana que se comportan según las condiciones de solución de Blasius, el espesor de desplazamiento es.
{\displaystyle \delta _{1}(x)\approx 1.72{\sqrt {{\nu x} \over u_{0}}}\quad ,}
donde {\displaystyle u_{e}\approx u_{0}} es constante.
El espesor del desplazamiento no está directamente relacionado con el espesor de la capa límite, pero viene dado aproximadamente por {\displaystyle \delta _{1}\approx \delta /3}. Tiene un papel destacado en el cálculo del Factor de Forma.  También aparece en varias fórmulas del Método del Momento.

## Espesor del momentum
El espesor del momentum, {\displaystyle \theta } o {\displaystyle \delta _{2}}, es la distancia normal a un plano de referencia que representa el borde inferior de un hipotético fluido no viscoso de velocidad uniforme {\displaystyle u_{e}} que tiene el mismo caudal de momentum que se produce en el fluido real con la capa límite.
La definición del espesor del momentum para un flujo compresible basado en el caudal másico es.
{\displaystyle \delta _{2}(x)=\int _{0}^{H/2}{{\rho (x,y)u(x,y) \over \rho _{0}u_{e}(x)}{\left(1-{u(x,y) \over u_{e}(x)}\right)}}\,\mathrm {d} y\quad .}
Para un flujo incompresible, la densidad es constante, de modo que la definición basada en el caudal volumétrico se convierte en
{\displaystyle \delta _{2}(x)=\int _{0}^{H/2}{{u(x,y) \over u_{e}(x)}{\left(1-{u(x,y) \over u_{e}(x)}\right)}}\,\mathrm {d} y\quad ,}
donde {\displaystyle \rho } es la densidad y {\displaystyle u_{e}} es la velocidad 'asintótica'.
Para los cálculos de la capa límite turbulenta, se utilizan la densidad y la velocidad promediadas en el tiempo.
Para flujos de capa límite laminar a lo largo de una placa plana que se comportan según las condiciones de solución de Blasius, el espesor del momentum es
{\displaystyle \delta _{2}(x)\approx 0.664{\sqrt {{\nu x} \over u_{0}}}\quad ,}
donde {\displaystyle u_{e}\approx u_{0}} es constante.
El espesor del momentum no está directamente relacionado con el espesor de la capa límite, pero viene dado aproximadamente como {\displaystyle \delta _{2}\approx \delta /6}. Tiene un papel destacado en el cálculo del Factor de Forma. 
Un parámetro relacionado llamado Espesor de la energía se menciona a veces en referencia a la distribución de la energía turbulenta, pero rara vez se utiliza.

### Factor de forma
El factor de forma se utiliza en el flujo de capa límite para diferenciar el flujo laminar del turbulento.  También aparece en varios tratamientos aproximados de la capa límite, incluido el método de Thwaites para flujos laminares.  La definición formal viene dada por
{\displaystyle H_{12}(x)={\frac {\delta _{1}(x)}{\delta _{2}(x)}}\quad ,}
donde {\displaystyle H_{12}} es el factor de forma, {\displaystyle \delta _{1}} es el espesor de desplazamiento y {\displaystyle \delta _{2}} es el espesor de momentum. 
Convencionalmente, {\displaystyle H_{12}} = 2,59 (capa límite de Blasius) es típico de los flujos laminares, mientras que {\displaystyle H_{12}} = 1,3 - 1,4 es típico de los flujos turbulentos cerca de la transición laminar-turbulenta. Para los flujos turbulentos cerca de la separación, {\displaystyle H_{12}\approx }2.7. La línea divisoria que define los valores {\displaystyle H_{12}} laminar-transicional y transicional-turbulento depende de varios factores, por lo que no siempre es un parámetro definitivo para diferenciar las capas límite laminar, transicional o turbulenta.

### Método del momento
Un método relativamente nuevo para describir el espesor y la forma de la capa límite utiliza el metodología del momento matemático que se utiliza habitualmente para caracterizar funciones estadísticas de probabilidad. El método del momento de la capa límite se desarrolló a partir de la observación de que el gráfico de la segunda derivada de la capa límite de Blasius para el flujo laminar sobre una placa se parece mucho a una curva de distribución gaussiana. La implicación de la forma gaussiana de la segunda derivada es que la forma del perfil de velocidad para el flujo laminar se aproxima estrechamente como una función gaussiana integrada dos veces.
El método del momento se basa en integrales simples del perfil de velocidad que utilizan todo el perfil, no sólo unos pocos puntos de datos de la región de cola como hace {\displaystyle \delta _{99}}.  El método del momento introduce cuatro nuevos parámetros que ayudan a describir el espesor y la forma de la capa límite. Estos cuatro parámetros son la localización media, la anchura de la capa límite, la asimetría del perfil de velocidad y la exceso del perfil de velocidad. La asimetría y el exceso son verdaderos parámetros de forma en contraposición a los simples parámetros de relación como el 12 de H. La aplicación del método de los momentos a la primera y segunda derivadas del perfil de velocidad genera parámetros adicionales que, por ejemplo, determinan la ubicación, la forma y el espesor de las fuerzas viscosas en una capa límite turbulenta. Una propiedad única de los parámetros del método de momentos es que es posible demostrar que muchos de estos parámetros de espesor de velocidad son también parámetros de escalado de similitud.  Es decir, si similitud está presente en un conjunto de perfiles de velocidad, entonces estos parámetros de espesor también deben ser parámetros de escalado de longitud de similitud..
El perfil de velocidad a la escala adecuada y sus dos primeras derivadas pueden transformarse fácilmente en núcleos integrales adecuados.
Los momentos centrales basados en los perfiles de velocidad a escala se definen como
{\displaystyle {\zeta _{n}(x)}=\int _{0}^{H/2}{(y-m(x))^{n}{1 \over \delta _{1}(x)}(1-{u(x,y) \over u_{e}(x)})\mathrm {d} y}\quad ,}